# Чемпионат Европы по футболу 2024 (отборочный турнир, группа J)
Группа J отборочного турнира чемпионата Европы по футболу 2024 — одна из десяти групп для определения команд, которые примут участие в основной стадии чемпионата в Германии. В группу J попали шесть сборных: Босния и Герцеговина, Исландия, Лихтенштейн, Люксембург, Португалия и Словакия. Команды сыграют друг с другом дома и в гостях в 2 круга.
Сборные, занявшие первые два места, выйдут в финальную часть чемпионата. Участники плей-офф будут определены на основе их выступления в Лиге наций 2022/2023.

## Турнирная таблица
| Поз | Команда              | И  | В  | Н | П  | МЗ | МП | РМ  | О  | Квалификация                        |  | Португалия | Словакия | Люксембург | Исландия | Босния и Герцеговина | Лихтенштейн |
| --- | -------------------- | -- | -- | - | -- | -- | -- | --- | -- | ----------------------------------- |  | ---------- | -------- | ---------- | -------- | -------------------- | ----------- |
| 1   | Португалия           | 10 | 10 | 0 | 0  | 36 | 2  | +34 | 30 | Квалификация в финальный раунд      |  | —          | 3:2      | 9:0        | 2:0      | 3:0                  | 4:0         |
| 2   | Словакия             | 10 | 7  | 1 | 2  | 17 | 8  | +9  | 22 | Квалификация в финальный раунд      |  | 0:1        | —        | 0:0        | 4:2      | 2:0                  | 3:0         |
| 3   | Люксембург           | 10 | 5  | 2 | 3  | 13 | 19 | −6  | 17 | Сборная участвует в стыковых матчах |  | 0:6        | 0:1      | —          | 3:1      | 4:1                  | 2:0         |
| 4   | Исландия             | 10 | 3  | 1 | 6  | 17 | 16 | +1  | 10 | Сборная участвует в стыковых матчах |  | 0:1        | 1:2      | 1:1        | —        | 1:0                  | 4:0         |
| 5   | Босния и Герцеговина | 10 | 3  | 0 | 7  | 9  | 20 | −11 | 9  | Сборная участвует в стыковых матчах |  | 0:5        | 1:2      | 0:2        | 3:0      | —                    | 2:1         |
| 6   | Лихтенштейн          | 10 | 0  | 0 | 10 | 1  | 28 | −27 | 0  |                                     |  | 0:2        | 0:1      | 0:1        | 0:7      | 0:2                  | —           |

## Матчи
Список матчей был опубликован УЕФА 10 октября 2022 года. Время указано в CET/CEST. Местное время, если отличается, указано в скобках.
| Босния и Герцеговина         | 3:0     | Исландия |
| ---------------------------- | ------- | -------- |
| - Крунич 14′ 40′ - Дедич 63′ | (отчёт) |          |

| Португалия                                                     | 4:0     | Лихтенштейн |
| -------------------------------------------------------------- | ------- | ----------- |
| - Канселу 8′ - Б. Силва 47′ - Криштиану Роналду 51′ (пен.) 63′ | (отчёт) |             |

| Словакия | 0:0     | Люксембург |
| -------- | ------- | ---------- |
|          | (отчёт) |            |

| Лихтенштейн | 0:7     | Исландия                                                                                             |
| ----------- | ------- | --- |
|             | (отчёт) | - Оулавссон 3′ - Харальдссон 38′ - А. Гуннарссон 48′ 68′ 73′ (пен.) - Гудьонсен 85′ - Эллертссон 87′ |

| Люксембург | 0:6     | Португалия                                                                          |
| ---------- | ------- | ----------------------------------------------------------------------------------- |
|            | (отчёт) | - Криштиану Роналду 9′ 31′ - Жуан Феликс 15′ - Б. Силва 18′ - Отавио 77′ - Леан 88′ |

| Словакия                 | 2:0     | Босния и Герцеговина |
| ------------------------ | ------- | -------------------- |
| - Мак 13′ - Гараслин 40′ | (отчёт) |                      |

| Люксембург                  | 2:0     | Лихтенштейн |
| --------------------------- | ------- | ----------- |
| - Синани 59′ - Родригеш 89′ | (отчёт) |             |

| Исландия               | 1:2     | Словакия                 |
| ---------------------- | ------- | ------------------------ |
| Финнбогасон 41′ (пен.) | (отчёт) | - Куцка 27′ - Суслов 70′ |

| Португалия                           | 3:0     | Босния и Герцеговина |
| ------------------------------------ | ------- | -------------------- |
| - Б. Силва 44′ - Фернандеш 77′ 90+3′ | (отчёт) |                      |

| Босния и Герцеговина | 0:2     | Люксембург                      |
| -------------------- | ------- | ------------------------------- |
|                      | (отчёт) | - Боржес Саншеш 4′ - Синани 74′ |

| Исландия | 0:1     | Португалия            |
| -------- | ------- | --------------------- |
|          | (отчёт) | Криштиану Роналду 89′ |

| Лихтенштейн | 0:1     | Словакия    |
| ----------- | ------- | ----------- |
|             | (отчёт) | Вавро 45+1′ |

| Босния и Герцеговина             | 2:1     | Лихтенштейн         |
| -------------------------------- | ------- | ------------------- |
| - Джеко 3′ - Люхингер 18′ (авт.) | (отчёт) | - С. Вольфингер 21′ |

| Люксембург                                        | 3:1     | Исландия          |
| ------------------------------------------------- | ------- | ----------------- |
| - Шано 9′ (пен.) - Боржес Саншеш 70′ - Синани 89′ | (отчёт) | - Харальдссон 88′ |

| Словакия | 0:1     | Португалия      |
| -------- | ------- | --------------- |
|          | (отчёт) | - Фернандеш 43′ |

| Исландия            | 1:0     | Босния и Герцеговина |
| ------------------- | ------- | -------------------- |
| - Финнбогасон 90+1′ | (отчёт) |                      |

| Португалия                                                                                     | 9:0     | Люксембург |
| ---------------------------------------------------------------------------------------------- | ------- | ---------- |
| - Инасиу 12′ 45+4′ - Рамуш 18′ 34′ - Жота 57′ 77′ - Орта 67′ - Фернандеш 83′ - Жуан Феликс 88′ | (отчёт) |            |

| Словакия                       | 3:0     | Лихтенштейн |
| ------------------------------ | ------- | ----------- |
| - Ганцко 1′ - Дуда 3′ - Мак 6′ | (отчёт) |             |

| Исландия              | 1:1     | Люксембург     |
| --------------------- | ------- | -------------- |
| - Орри Оускарссон 23′ | (отчёт) | - Родригеш 46′ |

| Лихтенштейн | 0:2     | Босния и Герцеговина              |
| ----------- | ------- | --------------------------------- |
|             | (отчёт) | - Рахманович 13′ - Стеванович 41′ |

| Португалия                                     | 3:2     | Словакия                   |
| ---------------------------------------------- | ------- | -------------------------- |
| - Рамуш 18′ - Криштиану Роналду 29′ (пен.) 72′ | (отчёт) | - Ганцко 69′ - Лоботка 80′ |

| Босния и Герцеговина | 0:5     | Португалия                                                                        |
| -------------------- | ------- | --------------------------------------------------------------------------------- |
|                      | (отчёт) | - Криштиану Роналду 5′ (пен.) 20′ - Фернандеш 25′ - Канселу 32′ - Жуан Феликс 41′ |

| Исландия                                                        | 4:0     | Лихтенштейн |
| --------------------------------------------------------------- | ------- | ----------- |
| - Сигурдссон 22′ (пен.) 49′ - Финнбогасон 44′ - Харальдссон 63′ | (отчёт) |             |

| Люксембург | 0:1     | Словакия    |
| ---------- | ------- | ----------- |
|            | (отчёт) | - Дюриш 77′ |

| Лихтенштейн | 0:2     | Португалия |
| ----------- | ------- | ---------- |
|             | (отчёт) |            |

| Люксембург | 4:1     | Босния и Герцеговина |
| ---------- | ------- | -------------------- |
|            | (отчёт) |                      |

| Словакия | 4:2     | Исландия |
| -------- | ------- | -------- |
|          | (отчёт) |          |

| Босния и Герцеговина | 1:2     | Словакия |
| -------------------- | ------- | -------- |
|                      | (отчёт) |          |

| Лихтенштейн | 0:1     | Люксембург |
| ----------- | ------- | ---------- |
|             | (отчёт) |            |

| Португалия | 2:0     | Исландия |
| ---------- | ------- | -------- |
|            | (отчёт) |          |

## Бомбардиры
Примечание: В скобках указано, сколько голов из общего числа забито с пенальти.
10 голов
- Криштиану Роналду (3)

6 голов
- Бруну Фернандеш

5 голов
- Жерсон Родригеш (1)

3 гола
- Бернарду Силва
- Жуан Канселу
- Жуан Феликс
- Гонсалу Рамуш
- Данел Синани
- Хаукон-Арнар Харальдссон
- Альвред Финнбогасон (1)
- Арон Гуннарссон (1)
- Лукаш Гараслин

2 гола
- Рикарду Орта
- Гонсалу Инасиу
- Диогу Жота
- Ивандро Боржес Саншеш
- Андри Гудьонсен
- Орри Оускарссон
- Гильфи Сигурдссон (1)
- Роберт Мак
- Давид Ганцко
- Юрай Куцка
- Ондрей Дуда (1)
- Раде Крунич

1 гол
- Рафаэл Леан
- Отавио
- Матиас Олесен
- Максим Шано (1)
- Давид Кристьяун Оулавссон
- Микаэль Эйидль Эллертссон
- Томаш Суслов
- Денис Вавро
- Станислав Лоботка
- Давид Дюриш
- Роберт Боженик
- Любомир Шатка
- Амар Дедич
- Эдин Джеко
- Амар Рахманович
- Мирослав Стеванович
- Ренато Гойкович
- Сандро Вольфингер

Автоголы
- Симон Люхингер (в матче против  Боснии и Герцеговины)
- Нихад Муякич[англ.] (в матче против  Люксембурга)
- Патрик Грошовский (в матче против  Боснии и Герцеговины)

## Дисквалификации
Игрок получает дисквалификацию на 1 матч за следующие нарушения:
- Красная карточка (отстранение за красную карточку может быть продлено за грубые нарушения).
- 3 жёлтые карточки в 3-х разных матчах, а также 5-я и каждая последующая жёлтая карточка (дисквалификация за жёлтую карточку не переносится на плей-офф, основной турнир или любые другие международные матчи).

| Футболист              | Команда  | Нарушения                        | Пропущенные матчи                    |
| ---------------------- | -------- | -------------------------------- | ------------------------------------ |
| Виллюм Тоур Виллюмссон | Исландия | против Португалии (20 июня 2023) | против Люксембурга (8 сентября 2023) |